# جويل إبراهام
جويل إبراهام (13 يوليو 1989 - ) (بالإنجليزية: Joel Abraham)‏ هو لاعب كريكت نيوزلندي.

## وصلات خارجية
- جويل إبراهام على موقع إي آس بي آن كريك إنفو (الإنجليزية)